# カワサキ・ニンジャ
ニンジャ（Ninja）は、カワサキモータースが日本国内外で製造販売するスポーツタイプのオートバイの名称ないし愛称である。なお、最初に「Ninja」が冠されたオートバイは、1984年（昭和59年）に北米で発売した仕様であり、GPZ900Rとはフレーム打刻や外観仕様が異なる。
Ninjaの北米での登録商標は1982年8月。ペットネームにニンジャを採用したのは、1981年にショー・コスギ主演の映画『燃えよNINJA』がアメリカで公開され、忍者ブームが巻き起こったことが背景があるとみられている。その後、「NINJA」はペットネームから正式な車名として採用され、「NINJA」はカワサキのオートバイのブランドイメージとして確立した。

## オートバイ

### ロードレーサー

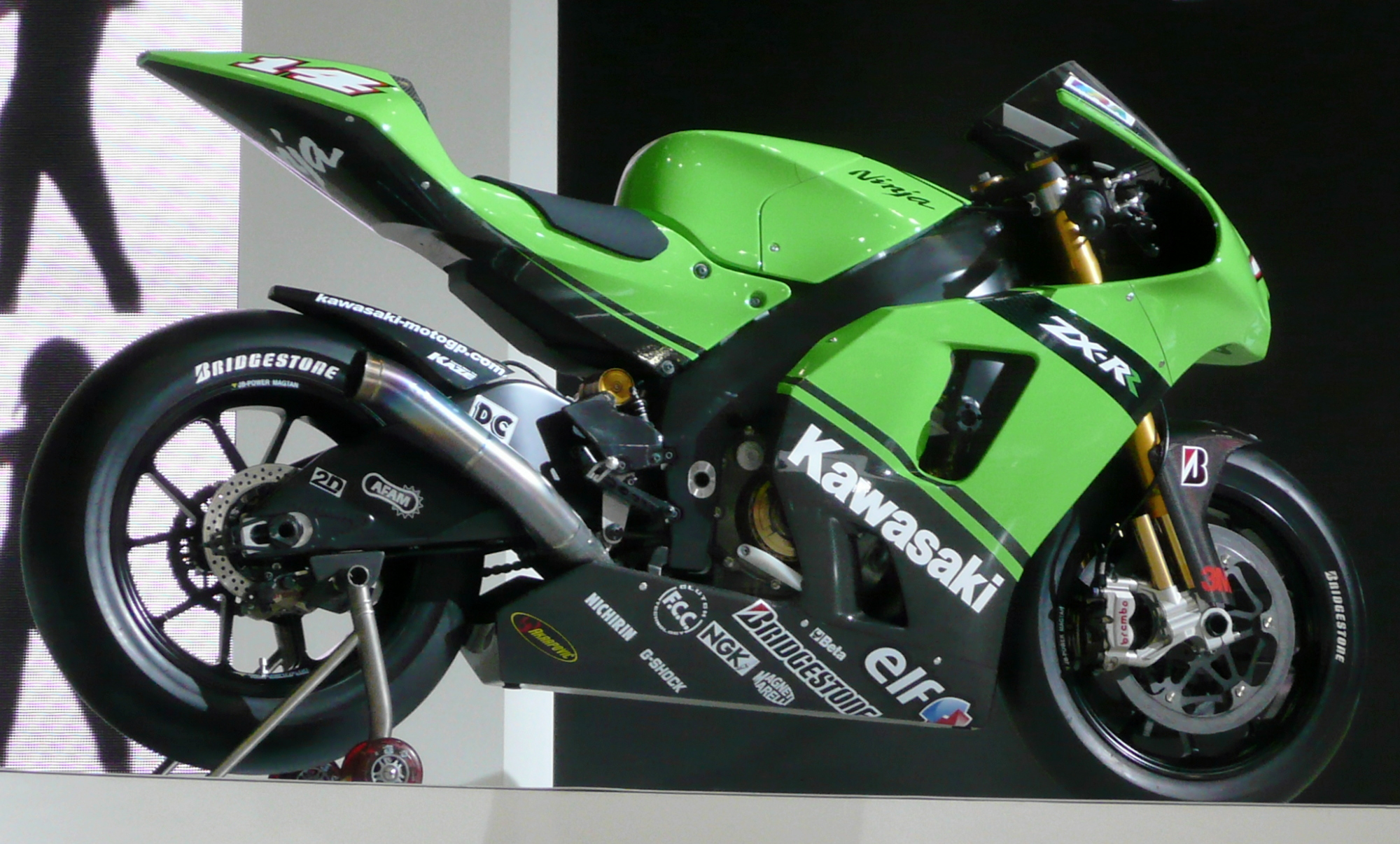
2002-2009 MotoGP Ninja ZX-RR

- カワサキ・ニンジャH2R (2015年-)
- カワサキ・ニンジャ ZX-RR (2002–2009) モトGP

### 4気筒エンジン
1001cc超
- カワサキ・ニンジャ H2 SX (2018年-)
- カワサキ・ニンジャZX-14R (ZZR1400 ZX-14R)  (2006年-2013年)
- カワサキ・ニンジャZX-12R (2000年-2006年)
- カワサキ・ニンジャZX-11 (ZZ-R1100) (1990年-2001年)

751～1000cc
- カワサキ・ニンジャZX-10R (ZX1000E) (2004年-)
- カワサキ・ニンジャ1000 (Z1000SX) (2011年-)
- カワサキ・ニンジャZX-10 (トムキャット ZX-10) (1988–1990)[2]
- カワサキ・ニンジャ1000R (GPZ1000RX) (1986年-1988年)
- カワサキ・ニンジャZX-9R (1994年-2003年)
- カワサキ・ニンジャ(GPZ900R) (1983年-2003年)

401～750cc
- カワサキ・ニンジャZX-7R・ZX-7RR (ZXR-750/ZXR-750R) (1989年-2003年)
- カワサキ・ニンジャ750R (ZX750F/GPX750R) (1986年–1991年)[3]
- カワサキ・ニンジャZX-6R (1995年-)
- カワサキ・ニンジャ600 (ZZR600/ZX-6E) (1990年-2008年)
- カワサキ・ニンジャ600R (GPZ600R/GPX600R) (1985年-1997年)

400ccクラス以下
- カワサキ・GPZ400R (ZX400D) (1985年-1990年)
- カワサキ・ニンジャZX-4R (ZXR400) (1989年-1999年、2023年-)
- カワサキ・ニンジャZX-2R (ZXR250) (1989年-1997年)
- カワサキ・ニンジャZX-25R（2020年-）

### 2気筒エンジン

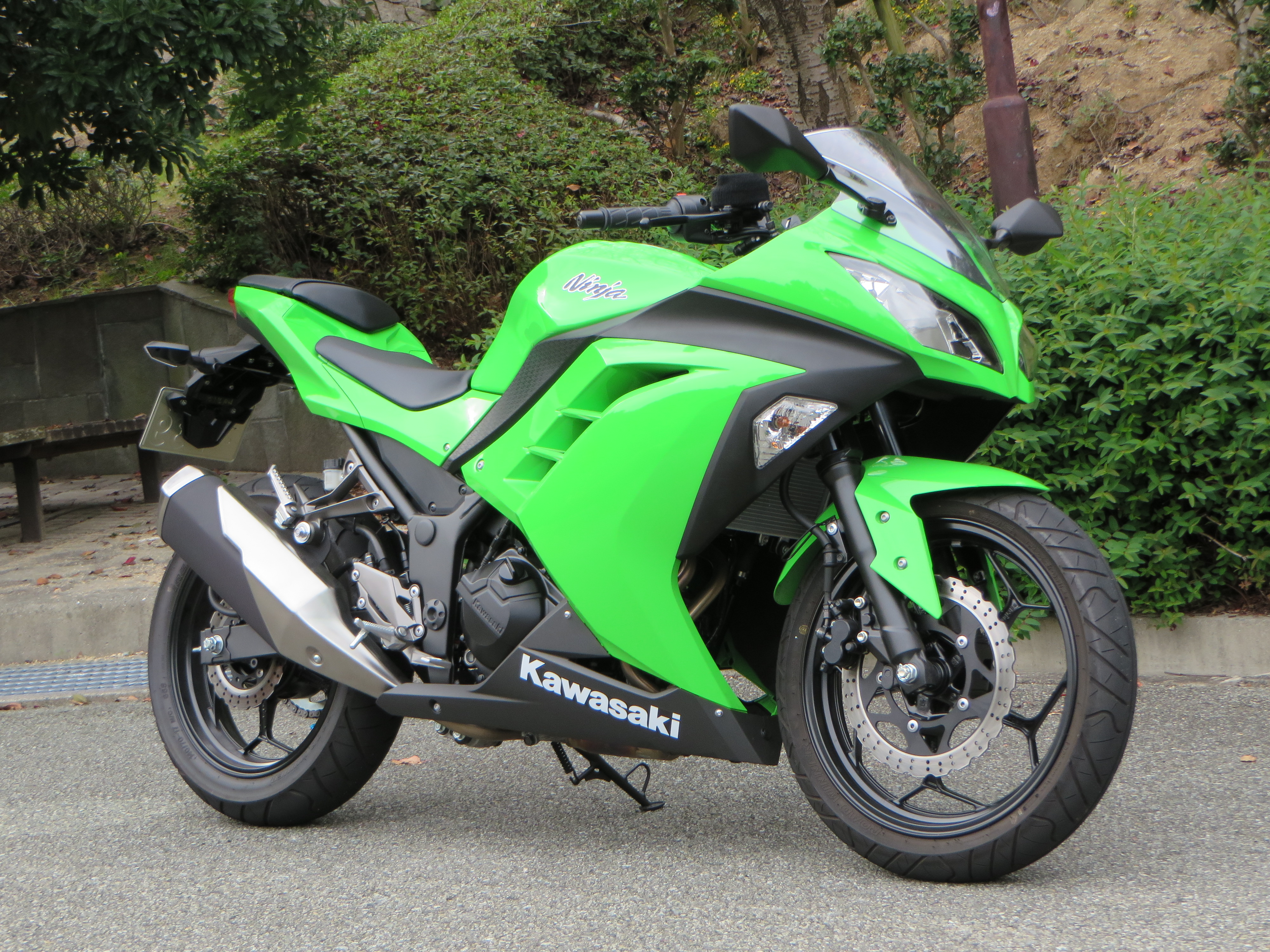
2013 Ninja 250

- カワサキ・ニンジャ650R (ER-6F/EX-6) (2006年)
- カワサキ・ニンジャ500R (EX500/GPZ500S) (1986年-2009年)
- カワサキ・ニンジャ400R (ER-4F) (2011年)
- カワサキ・ニンジャ400 (EX400) (2018年)
- カワサキ・ニンジャ300R (EX300) (2013年-2017年)
- カワサキ・ニンジャ250R (EX250) (1986年)
- カワサキ・ニンジャ250R (2008年-2013年)
- カワサキ・ニンジャ250 (2013年-)

### 単気筒エンジン

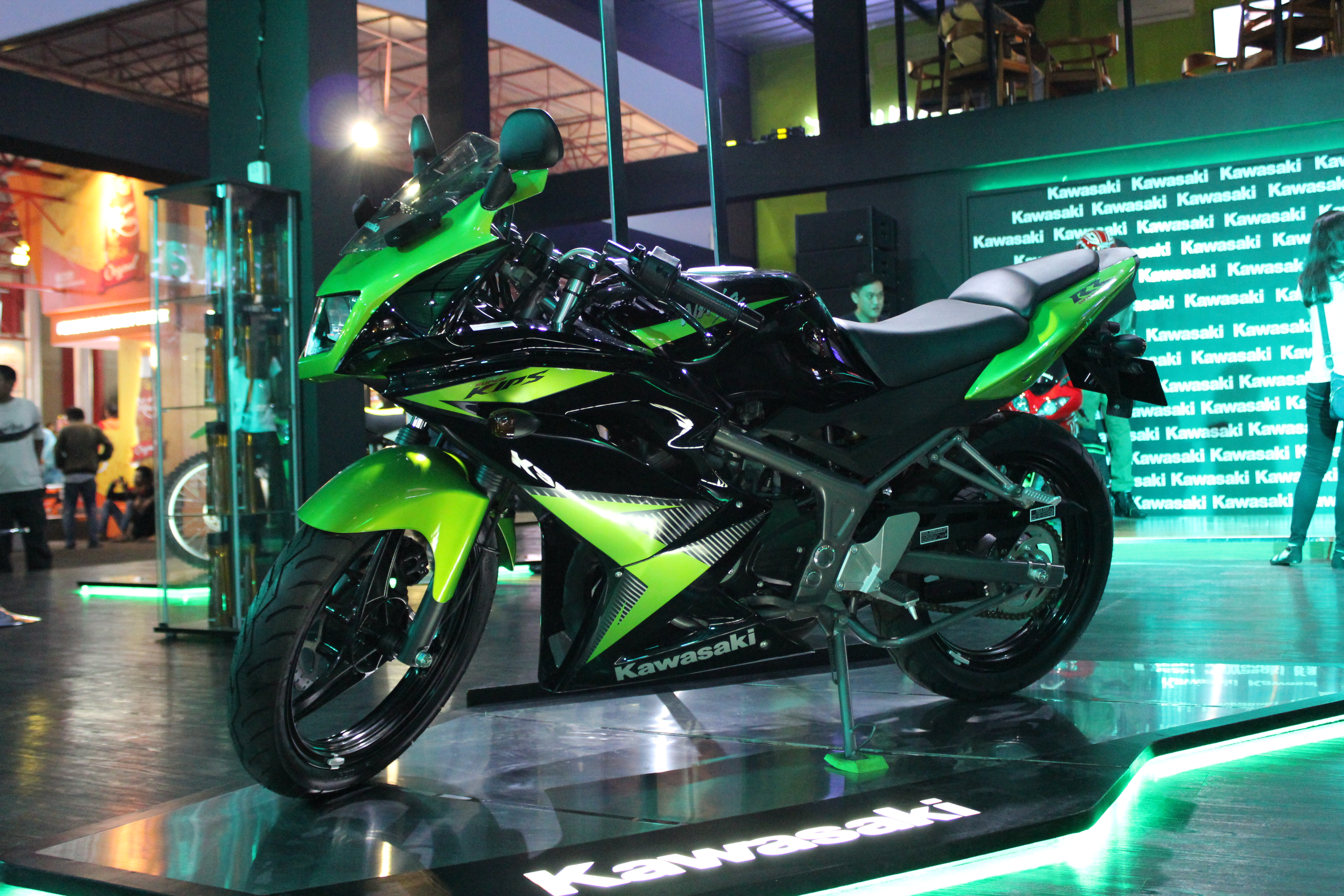
2014 Ninja 150RR

- カワサキ・ニンジャRR mono (BX250) (2015年)
- カワサキ・ニンジャR (ニンジャ150R) 2ストローク　インドネシア仕様 (2012年-2015年）
- カワサキ・ニンジャSS (ニンジャ150SS) 2ストローク　インドネシア仕様 (2012年-2015年）
- カワサキ・ニンジャRR (ニンジャRR KRR150ZX) 2ストローク　タイ仕様 (2000年-2013年）
- カワサキ・ニンジャRR (ニンジャ150RR) インドネシア仕様 (2012年-2015年 2ストローク)
- カワサキ・ニンジャ150 (BX150) (2018年）
- カワサキ・ニンジャ125 (BX125) (2018年)
- カワサキ・ニンジャ マグナム80 (AR80K) 2ストローク　タイ仕様 (1992年-1998年）

## 参考リンク
- 意外と多い？ 日本語由来のネーミングを持つ日本製オートバイたち〈ニンジャ、カタナ、ハヤブサ……〉【二輪編】（19年1月21日更新）MotorFan BIKES